# Dirka po Italiji 2016
Dirka po Italiji 2016 (italijansko Giro d'Italia 2016) je 99. izvedba dirke po Italiji, tritedenske moške cestne kolesarske etapne dirke. Začela se je 6. maja v Apeldoornu in končala 29. maja v Torinu. Sodelovalo je 198 kolesarjev iz 22-ih ekip. Rožnato majico je drugič osvojil Vincenzo Nibali (Astana), drugo mesto Esteban Chaves (Orica–GreenEDGE), tretje pa Alejandro Valverde (Movistar Team). Rdečo majico je osvojil Giacomo Nizzolo (Trek–Segafredo), modro majico Mikel Nieve (Team Sky), belo majico pa Bob Jungels (Etixx–Quick-Step).

## Ekipe
UCI WorldTeams
- AG2R La Mondiale
- Astana
- BMC Racing Team
- Cannondale
- Etixx–Quick-Step
- FDJ
- Giant-Alpecin
- IAM Cycling
- Lampre–Merida
- Lotto–Soudal
- LottoNL–Jumbo
- Movistar Team
- Orica–GreenEDGE
- Team Dimension Data
- Team Katusha
- Team Sky
- Tinkoff
- Trek–Segafredo

UCI Professional Continental teams
- Bardiani–CSF
- Wilier Triestina–Southeast
- Gazprom–RusVelo
- Nippo–Vini Fantini

## Etape
| Etapa | Datum   | Štart/Cilj                                        | Razdalja    | Tip         | Tip                    | Zmagovalec                 |           |
| ----- | ------- | ------------------------------------------------- | ----------- | ----------- | ---------------------- | -------------------------- | --------- |
| 1     | 6. maj  | Apeldoorn (Nizozemska)                            | 9,8 km      |             | posamični kronometer   | Tom Dumoulin (NED)         |           |
| 2     | 7. maj  | Arnhem (Nizozemska) – Nijmegen (Nizozemska)       | 190 km      |             | ravninska etapa        | Marcel Kittel (GER)        |           |
| 3     | 8. maj  | Nijmegen (Nizozemska) – Arnhem (Nizozemska)       | 190 km      |             | ravninska etapa        | Marcel Kittel (GER)        |           |
|       | 9. maj  | dan počitka                                       | dan počitka | dan počitka | dan počitka            | dan počitka                |           |
| 4     | 10. maj | Catanzaro – Praia a Mare                          | 200 km      |             | hribovito-gorska etapa | Diego Ulissi (ITA)         |           |
| 5     | 11. maj | Praia a Mare – Benevento                          | 233 km      |             | hribovita etapa        | André Greipel (GER)        |           |
| 6     | 12. maj | Ponte – Roccaraso                                 | 157 km      |             | hribovito-gorska etapa | Tim Wellens (BEL)          |           |
| 7     | 13. maj | Sulmona – Foligno                                 | 211 km      |             | hribovita etapa        | André Greipel (GER)        |           |
| 8     | 14. maj | Foligno – Arezzo                                  | 186 km      |             | hribovito-gorska etapa | Gianluca Brambilla (ITA)   |           |
| 9     | 15. maj | Radda in Chianti – Greve in Chianti               | 40,5 km     |             | posamični kronometer   | Primož Roglič (SLO)        |           |
|       | 16. maj | dan počitka                                       | dan počitka | dan počitka | dan počitka            | dan počitka                |           |
| 10    | 17. maj | Campi Bisenzio – Sestola                          | 219 km      |             | hribovito-gorska etapa | Giulio Ciccone (ITA)       |           |
| 11    | 18. maj | Modena – Asolo                                    | 227 km      |             | hribovito-gorska etapa | Diego Ulissi (ITA)         |           |
| 12    | 19. maj | Noale – Bibione                                   | 182 km      |             | ravninska etapa        | André Greipel (GER)        |           |
| 13    | 20. maj | Palmanova – Čedad                                 | 170 km      |             | hribovito-gorska etapa | Mikel Nieve (ESP)          |           |
| 14    | 21. maj | Alpago (Farra) – Corvara (Alta Badia)             | 210 km      |             | gorska etapa           | Esteban Chaves (COL)       |           |
| 15    | 22. maj | Castelrotto/Kastelruth – Alpe di Siusi/Seiser Alm | 10,8 km     |             | gorski kronometer      | Aleksander Foliforov (RUS) |           |
|       | 23. maj | dan počitka                                       | dan počitka | dan počitka | dan počitka            | dan počitka                |           |
| 16    | 24. maj | Bressanone/Brixen – Andalo                        | 132 km      |             | hribovito-gorska etapa | Alejandro Valverde (ESP)   |           |
| 17    | 25. maj | Molveno – Cassano d'Adda                          | 196 km      |             | ravninska etapa        | Roger Kluge (GER)          |           |
| 18    | 26. maj | Muggiò – Pinerolo                                 | 244 km      |             | hribovito-gorska etapa | Matteo Trentin (ITA)       |           |
| 19    | 27. maj | Pinerolo – Risoul (Francija)                      | 162 km      |             | gorska etapa           | Vincenzo Nibali (ITA)      |           |
| 20    | 28. maj | Guillestre (Francija) – Sant'Anna di Vinadio      | 134 km      |             | gorska etapa           | Rein Taaramäe (EST)        |           |
| 21    | 29. maj | Cuneo – Torino                                    | 163 km      |             | ravninska etapa        | Nikias Arndt (GER)         |           |
|       | Skupaj  | Skupaj                                            | 3467,1 km   | 3467,1 km   | 3467,1 km              | 3467,1 km                  | 3467,1 km |

## Razvrstitev po klasifikacijah
| Etapa  | Zmagovalec           | Rožnata majica ·   | Rdeča majica ·  | Modra majica ·     | Bela majica ·     | Ekipno po času   | Ekipne po točkah |
| ------ | -------------------- | ------------------ | --------------- | ------------------ | ----------------- | ---------------- | ---------------- |
| 1      | Tom Dumoulin         | Tom Dumoulin       | Tom Dumoulin    | brez               | Tobias Ludvigsson | Giant-Alpecin    | Giant-Alpecin    |
| 2      | Marcel Kittel        | Tom Dumoulin       | Marcel Kittel   | Omar Fraile        | Tobias Ludvigsson | Giant-Alpecin    | Giant-Alpecin    |
| 3      | Marcel Kittel        | Marcel Kittel      | Marcel Kittel   | Maarten Tjallingii | Tobias Ludvigsson | Giant-Alpecin    | Etixx–Quick-Step |
| 4      | Diego Ulissi         | Tom Dumoulin       | Marcel Kittel   | Damiano Cunego     | Bob Jungels       | Astana           | Etixx–Quick-Step |
| 5      | André Greipel        | Tom Dumoulin       | Marcel Kittel   | Damiano Cunego     | Bob Jungels       | Astana           | Etixx–Quick-Step |
| 6      | Tim Wellens          | Tom Dumoulin       | Marcel Kittel   | Damiano Cunego     | Bob Jungels       | Astana           | Etixx–Quick-Step |
| 7      | André Greipel        | Tom Dumoulin       | André Greipel   | Tim Wellens        | Bob Jungels       | Astana           | Lotto–Soudal     |
| 8      | Gianluca Brambilla   | Gianluca Brambilla | André Greipel   | Tim Wellens        | Bob Jungels       | Etixx–Quick-Step | Etixx–Quick-Step |
| 9      | Primož Roglič        | Gianluca Brambilla | André Greipel   | Tim Wellens        | Bob Jungels       | Etixx–Quick-Step | Etixx–Quick-Step |
| 10     | Giulio Ciccone       | Bob Jungels        | André Greipel   | Damiano Cunego     | Bob Jungels       | Movistar Team    | Etixx–Quick-Step |
| 11     | Diego Ulissi         | Bob Jungels        | André Greipel   | Damiano Cunego     | Bob Jungels       | Movistar Team    | Etixx–Quick-Step |
| 12     | André Greipel        | Bob Jungels        | André Greipel   | Damiano Cunego     | Bob Jungels       | Movistar Team    | Etixx–Quick-Step |
| 13     | Mikel Nieve          | Andrey Amador      | Giacomo Nizzolo | Damiano Cunego     | Bob Jungels       | Movistar Team    | Etixx–Quick-Step |
| 14     | Esteban Chaves       | Steven Kruijswijk  | Giacomo Nizzolo | Damiano Cunego     | Bob Jungels       | Astana           | Etixx–Quick-Step |
| 15     | Aleksander Foliforov | Steven Kruijswijk  | Giacomo Nizzolo | Damiano Cunego     | Bob Jungels       | Astana           | LottoNL–Jumbo    |
| 16     | Alejandro Valverde   | Steven Kruijswijk  | Giacomo Nizzolo | Damiano Cunego     | Bob Jungels       | Astana           | LottoNL–Jumbo    |
| 17     | Roger Kluge          | Steven Kruijswijk  | Giacomo Nizzolo | Damiano Cunego     | Bob Jungels       | Astana           | LottoNL–Jumbo    |
| 18     | Matteo Trentin       | Steven Kruijswijk  | Giacomo Nizzolo | Damiano Cunego     | Bob Jungels       | Astana           | Etixx–Quick-Step |
| 19     | Vincenzo Nibali      | Esteban Chaves     | Giacomo Nizzolo | Damiano Cunego     | Bob Jungels       | Astana           | Etixx–Quick-Step |
| 20     | Rein Taaramäe        | Vincenzo Nibali    | Giacomo Nizzolo | Mikel Nieve        | Bob Jungels       | Astana           | Etixx–Quick-Step |
| 21     | Nikias Arndt         | Vincenzo Nibali    | Giacomo Nizzolo | Mikel Nieve        | Bob Jungels       | Astana           | Etixx–Quick-Step |
| Skupaj | Skupaj               | Vincenzo Nibali    | Giacomo Nizzolo | Mikel Nieve        | Bob Jungels       | Astana           | Etixx–Quick-Step |

## Končna razvrstitev
| Legenda | Legenda                                  | Legenda | Legenda                                    |
| ------- | ---------------------------------------- | ------- | ------------------------------------------ |
|         | Predstavlja vodilnega v skupnem seštevku |         | Predstavlja najboljšega mladega kolesarja  |
|         | Predstavlja vodilnega po točkah          |         | Predstavlja vodilnega v gorski razvrstitvi |

### Rožnata majica
| Poz. | Kolesar                  | Ekipa               | Čas         |
| ---- | ------------------------ | ------------------- | ----------- |
| 1    | Vincenzo Nibali (ITA)    | Astana              | 86h 32' 49" |
| 2    | Esteban Chaves (COL)     | Orica–GreenEDGE     | + 52"       |
| 3    | Alejandro Valverde (ESP) | Movistar Team       | + 1' 17"    |
| 4    | Steven Kruijswijk (NED)  | LottoNL–Jumbo       | + 1' 50"    |
| 5    | Rafał Majka (POL)        | Tinkoff             | + 4' 37"    |
| 6    | Bob Jungels (LUX)        | Etixx–Quick-Step    | + 8' 31"    |
| 7    | Rigoberto Urán (COL)     | Cannondale          | + 11' 47"   |
| 8    | Andrey Amador (CRC)      | Movistar Team       | + 13' 21"   |
| 9    | Darwin Atapuma (COL)     | BMC Racing Team     | + 14' 09"   |
| 10   | Kanstancin Sivcov (BLR)  | Team Dimension Data | + 16' 20"   |

### Rdeča majica
| Poz. | Kolesar                  | Ekipa            | Točke |
| ---- | ------------------------ | ---------------- | ----- |
| 1    | Giacomo Nizzolo (ITA)    | Trek–Segafredo   | 209   |
| 2    | Matteo Trentin (ITA)     | Etixx–Quick-Step | 184   |
| 3    | Sacha Modolo (ITA)       | Lampre–Merida    | 163   |
| 4    | Diego Ulissi (ITA)       | Lampre–Merida    | 156   |
| 5    | Daniel Oss (ITA)         | BMC Racing Team  | 133   |
| 6    | Maarten Tjallingii (NED) | LottoNL–Jumbo    | 103   |
| 7    | Alejandro Valverde (ESP) | Movistar Team    | 92    |
| 8    | Nikias Arndt (GER)       | Giant-Alpecin    | 88    |
| 9    | Aleksander Porsev (RUS)  | Team Katusha     | 80    |
| 10   | Steven Kruijswijk (NED)  | LottoNL–Jumbo    | 76    |

### Modra majica
| Poz. | Kolesar                    | Ekipa              | Točke |
| ---- | -------------------------- | ------------------ | ----- |
| 1    | Mikel Nieve (ESP)          | Team Sky           | 152   |
| 2    | Damiano Cunego (ITA)       | Nippo–Vini Fantini | 134   |
| 3    | Darwin Atapuma (COL)       | BMC Racing Team    | 118   |
| 4    | Stefan Denifl (AUT)        | IAM Cycling        | 109   |
| 5    | Giovanni Visconti (ITA)    | Movistar Team      | 77    |
| 6    | Aleksander Foliforov (RUS) | Gazprom–RusVelo    | 66    |
| 7    | Rein Taaramäe (EST)        | Team Katusha       | 62    |
| 8    | David López (ESP)          | Team Sky           | 54    |
| 9    | Michele Scarponi (ITA)     | Astana             | 51    |
| 10   | Steven Kruijswijk (NED)    | LottoNL–Jumbo      | 42    |

### Bela majica
| Poz. | Kolesar                    | Ekipa               | Čas          |
| ---- | -------------------------- | ------------------- | ------------ |
| 1    | Bob Jungels (LUX)          | Etixx–Quick-Step    | 86h 41' 20"  |
| 2    | Sebastián Henao (COL)      | Team Sky            | + 29' 38"    |
| 3    | Valerio Conti (ITA)        | Lampre–Merida       | + 1h 10' 07" |
| 4    | Davide Formolo (ITA)       | Cannondale          | + 1h 18' 48" |
| 5    | Joe Dombrowski (USA)       | Cannondale          | + 1h 24' 25" |
| 6    | Merhawi Kudus (ERI)        | Team Dimension Data | + 1h 46' 03" |
| 7    | Carlos Verona (ESP)        | Etixx–Quick-Step    | + 1h 57' 26" |
| 8    | Aleksander Foliforov (RUS) | Gazprom–RusVelo     | + 1h 58' 06" |
| 9    | Nathan Brown (USA)         | Cannondale          | + 2h 06' 47" |
| 10   | Tobias Ludvigsson (SWE)    | Giant-Alpecin       | + 2h 12' 42" |

### Ekipno po času
| Poz. | Ekipa               | Čas          |
| ---- | ------------------- | ------------ |
| 1    | Astana              | 260h 02' 35" |
| 2    | Cannondale          | + 6' 57"     |
| 3    | Movistar Team       | + 21' 00"    |
| 5    | AG2R La Mondiale    | + 53' 52"    |
| 5    | Team Sky            | + 1h 04' 21" |
| 6    | Etixx–Quick-Step    | + 1h 37' 53" |
| 7    | Tinkoff             | + 1h 40' 44" |
| 8    | Team Katusha        | + 2h 06' 36" |
| 9    | Team Dimension Data | + 2h 53' 26" |
| 10   | Lampre–Merida       | + 3h 15' 00" |

### Ekipno po točkah
| Poz. | Ekipa            | Točke |
| ---- | ---------------- | ----- |
| 1    | Etixx–Quick-Step | 506   |
| 2    | LottoNL–Jumbo    | 397   |
| 3    | Lampre–Merida    | 361   |
| 4    | Movistar Team    | 339   |
| 5    | Lotto–Soudal     | 303   |
| 6    | Team Katusha     | 293   |
| 7    | Giant-Alpecin    | 280   |
| 8    | BMC Racing Team  | 232   |
| 9    | Orica–GreenEDGE  | 220   |
| 10   | Trek–Segafredo   | 216   |